# اتحادیه کویلا
اتحادیه کویلا (به لاتین: Koyla Union) یک منطقهٔ مسکونی در بنگلادش است که در Kalaroa Upazila واقع شده‌است.